# Geotrigona leucogastra
Geotrigona leucogastra är en biart som först beskrevs av Cockerell 1914.  Geotrigona leucogastra ingår i släktet Geotrigona och familjen långtungebin. Inga underarter finns listade i Catalogue of Life.